# 君が描く光
『君が描く光』（きみがえがくひかり 、原題：계춘할망　CANOLA）は、2016年の韓国映画 

## ストーリー
済州島の小さな町で海女として生計を立てるケチュンは、最愛の孫娘・ヘジと二人で幸せに暮らしていた。しかし、ある日買い物の途中で突然何者かにヘジがさらわれてしまう。すべてを尽くしてヘジを探し続けても見つからなかったが、12年後にケチュンの元へ彼女が帰ってくる。二人は町の人々に見守られながら再び暮らし始めるが、ヘジはこれまでの話をせず、なかなか心を開かない。ケチュンの無償の愛と、世話を焼いてくれる美術の先生のおかげで少しずつ彼女らしさを取り戻していくが、ある秘密が彼女の心を苦しめていた。

## キャスト
- ユン・ヨジョン
- キム・ゴウン
- ヤン・イクチュン
- ミンホ (SHINee)[4]
- チェ・ミノ
- キム・ヒウォン
- シン・ウンジョン